# Veganismo

Símbolo ampliamente usado para denotar un producto vegano.

El veganismo, del inglés veganism, es la actitud consistente en rechazar el uso de productos de origen animal, en conjunto con una doctrina o filosofía que rechaza concebir a los animales como mercancías, ya sea para indumentaria, medicamentos, cosméticos, transporte, experimentación, ayuda en el trabajo o entretenimiento. El veganismo es definido como un estilo de vida, como un posicionamiento ético y como una ideología. A quienes practican el veganismo se les llama veganos.
Los fundamentos del veganismo incluyen argumentos éticos, morales, ambientales, de salud y humanitarios. Los productos y servicios excluidos por el veganismo son todos los que involucran a un animal, por ejemplo en alimentación —carne, pescado, huevos, leche y derivados, miel—, en vestimenta e industria —cuero, lana, pieles y algunos cosméticos—, en entretenimiento —zoológicos o circos—, en compraventa de animales de compañía y en servicios como perros policía, perros de caza, animales de tiro o experimentación animal, incluida la experimentación médica.
Sin embargo, el veganismo no se opone al cuidado personal o colectivo de ciertas especies de animales de compañía, como perros y gatos, siempre y cuando sea una manera de compartir espacio y vida y no el producto de una transacción comercial. Si bien se rechaza la crianza de animales de servicio por ser considerada una explotación, como los perros entrenados para ayudar a personas con alguna discapacidad, hay debate sobre si sería es posible, en determinadas circunstancias, que estos animales se pudieran considerar verdaderos compañeros de esas personas, con una relación recíprocamente beneficiosa.
Una persona que opta por un estilo de vida vegano suele hacerlo para minimizar el sufrimiento animal; algunos veganos también pueden tomar esta decisión para minimizar su huella ecológica o con la esperanza de beneficiarse de ella en términos de salud.

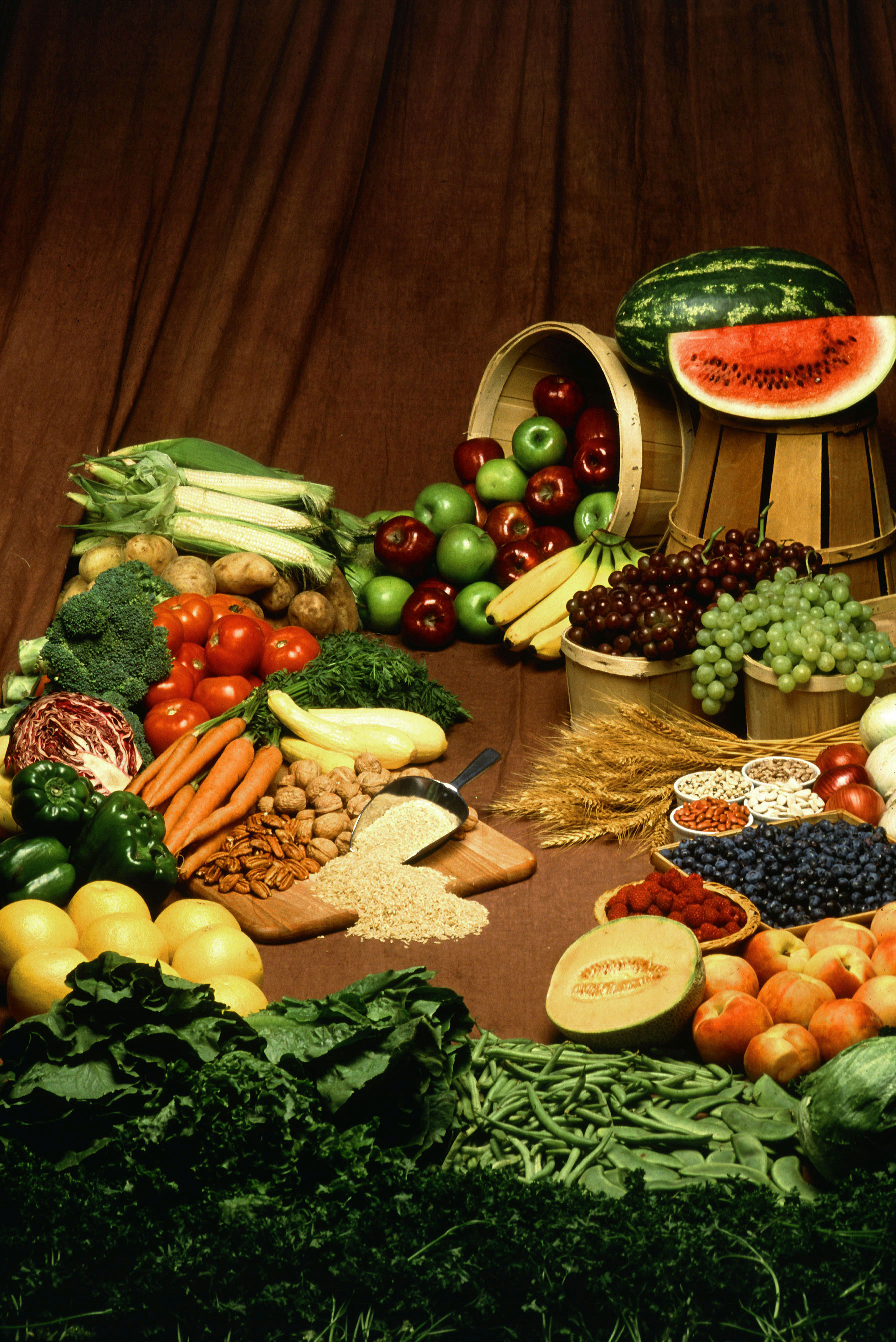
Las frutas, verduras, legumbres, nueces, granos y hongos son los elementos básicos de la comida vegana.

Desde la Antigüedad ha habido personas que han renunciado al consumo de productos de origen animal, pero el término «veganismo» es moderno: fue acuñado en 1944 por Donald Watson con el objetivo de diferenciarlo del vegetarianismo, el cual rechaza el consumo de carne pero acepta el consumo de otros productos de origen animal, como leche, derivados lácteos y huevos. En la actualidad, el veganismo es minoritario e incluso marginal, aunque en algunos países el número de veganos esté aumentando.

## Historia
La idea de vivir enteramente de plantas existe desde hace mucho tiempo, Durante el siglo XIX hubo interminables disputas entre los que añadían huevos y productos lácteos a su dieta vegetariana y los que no. Desde 1847 ambas corrientes utilizaban la palabra "vegetariano", con o sin adjetivos. En la década de 1850, la London Vegetarian Association se adhirió a la versión exclusivamente vegetal, pero fue de poca duración, menos de diez años.
Los debates en la primera mitad del siglo XX sobre el uso de huevos y productos lácteos fueron resumidos por Leah Leneman, de la Universidad de Edimburgo, en su artículo «No Animal Food: The Road to Veganism in Britain, 1909-1944». Leneman demostró que durante esos años hubo frecuentes cartas y editoriales en The Vegetarian Messenger y Health Review, generalmente una serie de artículos, seguidos de un intervalo de uno o dos años,para repetir la secuencia al cabo de uno o dos años.
Ambos utilizaron la palabra "vegetariano", con o sin diversos apéndices. La palabra fue propuesta en 1944 por el cofundador de la Vegan Society, Donald Watson, y su esposa Dorothy Morgan, después de que la Vegetarian Society se negara a promover un estilo de vida sin lácteos en su revista. La palabra en español «veganismo» es un anglicismo construido a partir de la palabra inglesa veganism, un derivado de la palabra vegan que a su vez es el resultado de la síncopa de la palabra vegetarian. Donald Watson eliminó las letras centrales de vegetarian.
La palabra «vegano» fue utilizada en 1946 por Fay K. Henderson, quien publicó el libro de cocina Vegan Recipes 6. No fue hasta 1951 que la Vegan Society anunció una definición oficial:
La palabra veganismo se entenderá como la doctrina de que el hombre debe vivir sin explotar a los animales.
La definición ha evolucionado a lo largo de los años. En la actualidad, es vigente la siguiente:
Una filosofía y forma de vida que pretende excluir -en la medida de lo posible- cualquier forma de explotación y crueldad hacia los animales, ya sea para alimentación, vestido o cualquier otro fin, y por extensión, promover el desarrollo y uso de alternativas sin explotación de los animales, en beneficio de los seres humanos, los animales y el medio ambiente. En materia dietética, se refiere a la práctica de prescindir de todos los productos derivados total o parcialmente de animales.

## Motivación
Los fundamentos del veganismo son los argumentos que llevan a las personas a adoptar el veganismo. Se los suele agrupar en cuatro categorías: argumentos éticos, ambientales, de salud y humanitarios. Muchos veganos lo son por varias razones a la vez.[cita requerida]
Los argumentos morales provienen de un amplio rango de perspectivas. En general se fundan en el rechazo del especismo debido a la imposibilidad de encontrar diferencias morales relevantes entre animales humanos y no humanos. Desde el utilitarismo, el argumento básico es que adoptar el veganismo minimiza la muerte y el sufrimiento. Desde la deontología, el principal argumento es que los animales son seres sintientes y por lo tanto debemos tener en cuenta sus intereses.[cita requerida] En adolescentes, adoptar el veganismo por razones morales puede provocar un bajo interés en el conocimiento de los aspectos nutricionales. Asimismo, el veganismo no evita que se produzcan muertes y sufrimiento de animales: existe una gran sensibilidad hacia los animales domésticos, pero el enorme impacto negativo sobre los animales silvestres de las técnicas agrícolas, necesarias para sustentar las dietas veganas, se vuelve «invisible» y poco emotivo. Por otro lado, descubrimientos realizados durante los últimos años sugieren que las plantas también son seres «sintientes», capaces de sentir estrés de manera similar a los animales y comunicarse amplia y activamente, por lo que diversos autores opinan que debería considerarse su dignidad como seres vivos.
Los argumentos ambientales apuntan al enorme impacto negativo de la ganadería y otras formas de explotación animal sobre el medio ambiente. La mayor parte de la deforestación a nivel mundial se debe a la quema de árboles para hacer espacio a la ganadería. La ganadería es además una gran emisora de metano y otros gases de efecto invernadero. La sobrepesca para alimentar humanos y ganado atenta contra la biodiversidad marina. Además, 77% de la tierra agrícola se utiliza para pastoreo o para cultivo de alimento para animales. La agricultura tiene una enorme repercusión negativa sobre la Tierra; provoca la reducción de la superficie disponible para la vida silvestre, destruye gran número de insectos, plantas y animales, tanto directamente en la preparación de los terrenos y mediante el uso de plaguicidas u otros métodos para defender los cultivos (incluyendo envenenamientos y caza a tiros), como por la contaminación de las aguas por los fertilizantes y los plaguicidas, y sus efectos negativos sobre la cadena alimenticia. Todo ello provoca una pérdida de biodiversidad, que no se reduce ni siquiera en aquellos países que valoran y protegen la naturaleza. La agricultura es también una importante fuente de contaminación del aire y de gases que contribuyen al efecto invernadero y la lluvia ácida.
Los argumentos de salud señalan los beneficios para la salud de adoptar una dieta vegana y los perjuicios para la salud de consumir productos de origen animal. Los principales beneficios son una reducción en el riesgo de contraer enfermedad coronaria, diabetes tipo 2, hipertensión, obesidad y ciertos tipos de cáncer. No obstante, los efectos beneficiosos sobre la salud no son exclusivos de la dieta vegana sino que también se logran con otro tipo de dietas, incluyendo la dieta mediterránea, la dieta baja en carbohidratos / alta en proteínas y la dieta vegetariana. Además, el riesgo de graves deficiencias nutricionales puede anular estos beneficios para la salud. Los argumentos de salud, de por sí, no implican el rechazo de la explotación animal para vestimenta, transporte, entretenimiento, etc.

## Demografía
A continuación se muestra una lista de algunos países. Debe tenerse en cuenta que las referencias son encuestas y que sólo indagan las costumbres dietéticas, omitiendo el resto de conductas que definen el veganismo.
 Australia Un estudio de Euromonitor International concluyó que el mercado de comida vegana empaquetada en Australia crecería 9,6% por año entre 2015 y 2020, ubicando a Australia como el tercer mercado vegano en velocidad de crecimiento, luego de China y los Emiratos Árabes Unidos.
- Austria - En 2013, el periódico austríaco Kurier estimó que 0,5% de la población es vegana y 0,7% en la capital, Viena.[53]
- Bélgica - En 2016, un estudio iVOX en línea a 1000 residentes de Flandes y Bruselas concluyó que 0,3% son veganos.[54]
- Chile - En 2018, la Encuesta Nacional de Medio Ambiente arrojó que un 6% de los encuestados no comía carne de vacuno, cerdo o pollo. Sin embargo, la pregunta no incluyó a los animales marinos.[55] La Fundación Vegetarianos Hoy señaló que probablemente el número conjunto entre vegetarianos y veganos se encuentre alrededor del 17% medido en 2018.[56]Sin embargo, otra fuente mostró incredulidad ante el dato, recalcando que una muestra de 1700 personas no se puede extrapolar al conjunto de la nación.
- España - En 2022 un estudio realizado por la Fundación Mapfre junto a la Academia Española de Nutrición y Dietética establece que cerca del 0'8% de la población española es vegana. Sin embargo, el mismo estudio advierte que “algunas de las personas que reportaron en esta investigación estar dentro de estos grupos podrían realizar algunas transgresiones consumiendo de forma esporádica pequeñas cantidades de carnes y pescados (los vegetarianos) y de huevos (los veganos).[57]
- Israel - En 2014, 5% (aproximadamente 300 000 personas) dijeron ser veganas, la mayor población vegana per capita del mundo.[58][59][60] En 2015, una encuesta por Globes y el canal 2 de noticias israelí también concluyeron que un 5% de los israelíes son veganos.[61] El veganismo aumenta entre árabes israelíes.[62] En 2015, el ejército israelí empezó a proveer botas sin cuero y boinas sin lana para los soldados veganos.[63][64]
- Estados Unidos - Los estudios realizados por la organización Responsive Management entre 1996 y 2012 sugirieron que entre el 0,5 y el 3% (aproximadamente entre 1,5 y 9 millones de personas) eran veganos. En 1996, el 3% dijo no utilizar animales para ningún propósito.[65] En una encuesta de 2006, el 1,4% de los encuestados eran veganos en su dieta, mientras otra realiza por el Vegetarian Resource Group (VRG por sus siglas en inglés), reportó que el 0,5% lo era. En 2009, el resultado fue de 1% (dos millones de una población de 313 millones, o 1 de cada 150). En 2012, con base en una población de muestra de 2 030 personas mayores de 18 años, se encontró que aquellos que no consumen ningún tipo de carne se hallaba en el 4% del total de los encuestados,[66] mientras que la empresa Gallup informó que el porcentaje de veganos en este país ascendía al 2%.[67][68][69][70][71]
- Países Bajos - En 2020, la Sociedad Vegana Neerlandesa (Nederlandse Vereniging voor Veganisme) estimó, basándose en el crecimiento de sus miembros, 150.000 veganos neerlandeses,[72] o 0,9% de la población, mientras que en 2018 había estimado más de 100 000 (0,59%).[73]
- Reino Unido - En 2005, el diario The Times estimó que de una población de 60 millones de habitantes, 205 000 eran veganos. En 2006, el diario The Independent estimó 600 000. En 2007, en un estudio realizado por el gobierno británico, 2% de los encuestados se reconocía como vegano.[74][75] En 2012, el mercado británico vegetariano de tofu y sucedáneos de carne era de £786,5 millones.[76] En 2016, un estudio comisionado por la Sociedad Vegana a Ipsos MORI, encuestó a casi 10 000 personas mayores de 15 años en todo el Reino Unido y encontró que 1,05% es vegana, para un total aproximado 542 000 personas.[77] En 2018, una encuesta por comparethemarket.com concluyó que 7% de la población se considera vegana (3,5 millones de personas) y que la preocupación por el medio ambiente es un factor principal en este desarrollo.[78] Sin embargo, la Sociedad Vegana cuestionó este resultado porque de acuerdo con su propio estudio anual, en 2018 había 600 000 veganos (1,6%), que ya era visto como un gran aumento con respecto a años anteriores.[79][80]
- Rumania - Los miembros de la Iglesia ortodoxa rumana guardan un ayuno durante varios períodos, que juntos cubren la mayor parte del año, en el que se abstienen de consumir productos de origen animal. Como resultado, los alimentos veganos abundan en tiendas y restaurantes, pero los rumanos pueden no estar tan familiarizados con el veganismo como estilo de vida.[81]
- Suiza - En 2017, la empresa de investigación de mercado DemoSCOPE estimó que el 0'3% de la población es vegana.[82]

## Productos y servicios excluidos

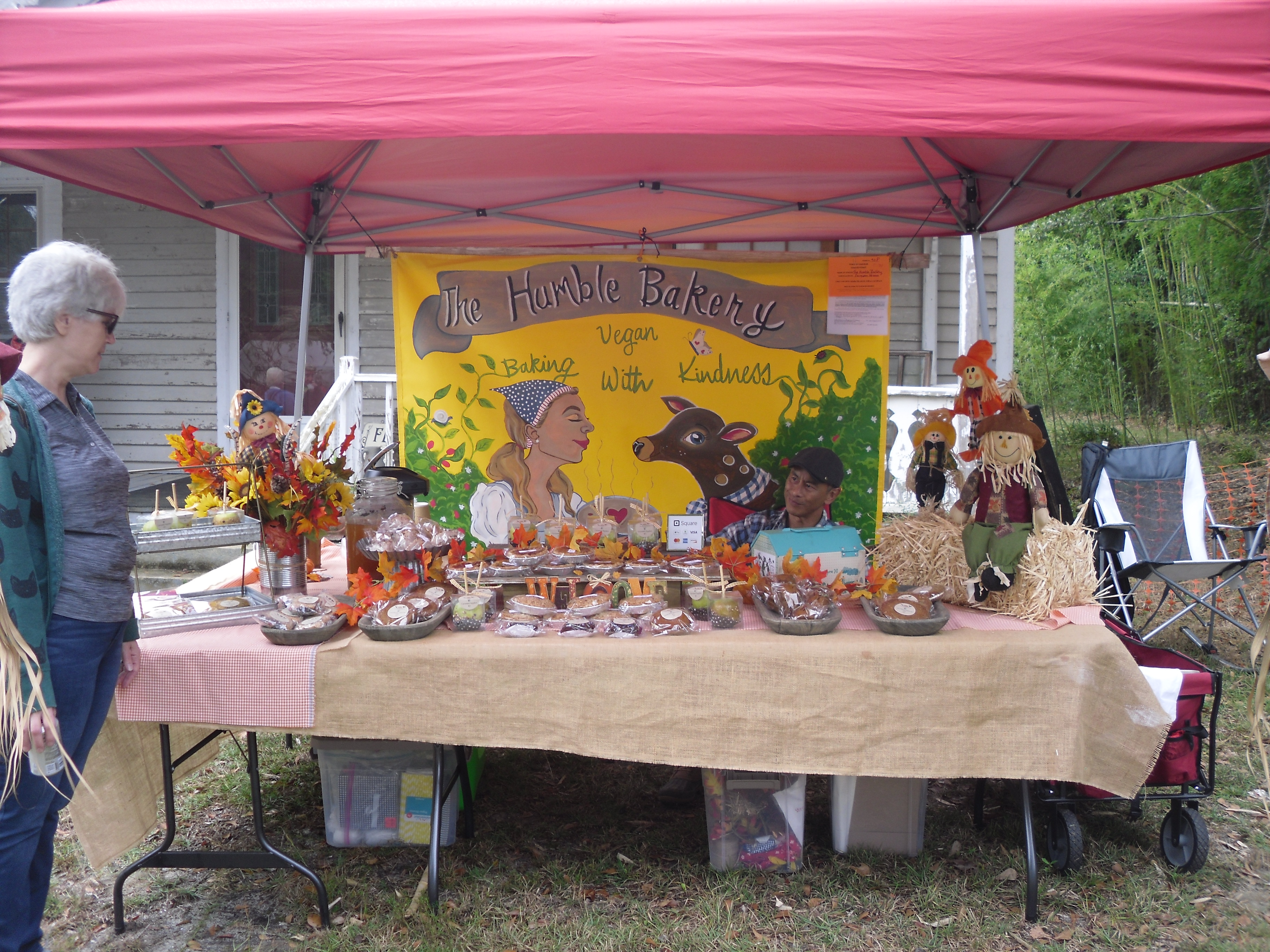
Vendedor de alimentos veganos, Cameron Antiques Fair, octubre de 2019.

Hay al menos dos clases de veganismo que se pueden diferenciar: el veganismo «por dieta» o vegetarianismo estricto, que se refiere a quienes evitan utilizar cualquier producto de origen animal como alimento —ya sean carnes, huevos o productos lácteos— pero sí los usan en la ropa y aseo personal, y el veganismo «ético», quienes ven al veganismo como una filosofía, rechazan la comercialización de animales —por ende su condición de mercancía— además de evitar usarlos como comida también rechazan su uso para cualquier otro propósito, sea indumentaria, entretenimiento u otros. El veganismo se posiciona como movimiento opositor a las concepciones populares de especismo, el cual se fundamenta en discriminar al ser biológico en cuestión por el hecho de pertenecer a una especie en concreto, y propone el dejar de lado la hipocresía social construida alrededor de las prácticas consumistas para actuar de manera consecuente.[cita requerida]
En la medida de lo posible y práctico, la británica Sociedad Vegana solo certifica productos que no fueron elaborados con materiales de origen animal o por animales, incluyendo aquellos que han sido probados en animales. Los productos de origen animal incluyen todo tipo de carnes, huevos, productos lácteos, miel y cera de abejas; pieles, cuero, lana, seda, plumas o cualquier producto que contenga derivados de la grasa animal. También productos menos conocidos como carbón animal, porcelana de ceniza de hueso, carmín de cochinilla, caseína, gelatina, cola de pescado, lanolina, cuajo, goma laca, sebo, suero de leche. Existen también otros ingredientes aun menos conocidos que no pueden ser detectados en las etiquetas de ingredientes.

### Alimentos
La práctica del veganismo excluye consumir carnes de todo tipo, de cualquier tipo de animal, ya sean vacas, cerdos, pollos, pescados o cualquier otro. También excluye el consumo de huevos, ya que considera que las formas de producción comunes, tanto en jaulas como en corrales, provocan sufrimiento en los animales y su muerte prematura, además de que la mayoría de pollitos macho son sacrificados porque al no producir huevos su manutención no es rentable. De manera similar sucede con los productos lácteos, como leches, quesos y yogures. Las vacas son inseminadas artificialmente, y en aprovechamiento mixto carne-leche los terneros son separados de las vacas tras haber tomado el calostro y alimentados con sustitutos lácteos, con el fin de obtener el máximo rendimiento lechero. Las vacas son sacrificadas tras varios ciclos de producción, cuya duración total es variable, depende del tipo de manejo y las razas. Se estima que la amortización se logra cuando una vaca lechera produce entre cuatro y cinco ciclos de lactancia. En explotaciones de alta exigencia un porcentaje de reses es sacrificado antes de completar ese período, por causas como lactancia corta, anestro o abortos, aunque la media de permanencia en el rebaño de las reses productivas supera los seis años y medio. La longevidad del ganado vacuno puede superar los veinte años, pero usualmente es sacrificado antes de alcanzarlos. Las cabras en explotación alcanzan en promedio hasta seis años; a partir de entonces su producción declina.
En cuanto a los productos elaborados por insectos, como la miel o la seda, existen desacuerdos entre diferentes corrientes del veganismo. Gran número de veganos considera que la apicultura moderna es cruel y explotadora, ya que después de que la miel es recolectada es sustituida con azúcar o con jarabe de maíz para mantener la cohesión de la colmena. Ni la Sociedad Vegana británica ni la de Estados Unidos consideran que la miel, la seda u otros productos de insectos sean aptos para los veganos, mientras que la Vegan Action y la Vegan Outreach consideran que su uso es una cuestión de elección personal. La miel de ágave es una alternativa popular entre los veganos a la miel de abeja.

### Indumentaria
La práctica del veganismo que excede a la mera observación dietaria rechaza comprar o usar prendas con pieles, cuero, lana, plumas o cualquier otro material de origen animal. Algunas prendas de vestir «aptas para veganos», particularmente las elaboradas con sucedáneos de cuero, están hechas de productos a base de petróleo. Esto ha provocado críticas, debido a los daños asociados a su producción.

### Medicamentos y suplementos dietéticos
Los veganos éticos tratan de no utilizar ningún producto de origen animal y tratan de evitar aquellos probados en animales. También evitan ciertas vacunas, como por ejemplo la vacuna contra la gripe, en cuyo proceso de fabricación se utilizan huevos de gallina.
La Sociedad Vegana reconoce que «no siempre es posible hacer una elección que evite el uso de animales». Un importante problema es el caso de los medicamentos, que son rutinariamente probados en animales para asegurar que son eficaces y seguros, y también pueden contener ingredientes animales, como la lactosa, la gelatina o los estearatos. Para que los medicamentos sean aprobados, la Administración de Alimentos y Medicamentos de los Estados Unidos (FDA por sus siglas en inglés) exige que el fabricante o patrocinador realice una serie de pasos que incluyen primero estudios en laboratorio y con animales, previos a los ensayos clínicos con humanos. Puede no haber alternativas a la medicación prescrita o estas alternativas pueden ser inadecuadas, menos eficaces o provocar más efectos secundarios adversos.
La experimentación con animales también se lleva empleando desde hace muchas décadas para comprender las funciones básicas de los micronutrientes y la elaboración de suplementos dietéticos, como los que se precisan para evitar ciertas deficiencias en las personas que siguen dietas vegetarianas, y calcular sus dosificaciones. Asimismo, la experimentación con animales de laboratorio se utiliza para evaluar la inocuidad de las vacunas, aditivos alimentarios, cosméticos, productos para el hogar, sustancias químicas en el lugar de trabajo y muchas otras sustancias.
La Comisión Europea «subraya que la experimentación con animales sigue siendo importante para proteger la salud de los seres humanos y los animales y para mantener un medio ambiente intacto». Como señala la Confederación de Sociedades Científicas de España (COSCE) «Prácticamente todos los protocolos actuales para la prevención, curación y control de las enfermedades, de los antibióticos a las transfusiones de sangre, de la diálisis al trasplante de órganos, de las vacunas a la quimioterapia, de las operaciones quirúrgicas de corazón a la sustitución de huesos y articulaciones en cirugía ortopédica, se basan en el conocimiento obtenido mediante investigaciones realizadas en animales de laboratorio».

### Cosméticos
Los criterios de la Sociedad Británica Vegana para certificar un producto son que sus ingredientes no contengan ningún elemento de origen animal y que tanto el producto terminado como sus componentes no hayan sido probados en animales, ya sea directamente por el fabricante, o por alguien en su nombre.
Los ingredientes de origen animal son más baratos, por lo que son omnipresentes en los artículos de tocador. En especial el sebo que es muy utilizado para la elaboración de cosméticos y artículos de tocador. Por lo general los veganos revisan la lista de composición de los productos, para comprobar que ningún producto de origen animal haya sido usado en su elaboración.
Los más comunes son el sebo como materia prima para la elaboración de jabones; la glicerina —obtenida a partir de la saponificación de grasas, cuyo origen puede ser animal—, usada como humectante en productos para el cabello, cremas hidratantes, cremas de afeitar, jabones y pastas de dientes; la lanolina extraída de la lana de oveja, que puede encontrarse en bálsamos labiales y cremas hidratantes. El ácido esteárico también puede ser de origen vegetal, es utilizado en la elaboración de cremas para el rostro, espumas de afeitar y champús. Los fabricantes prefieren utilizar el ácido esteárico de origen animal. El ácido láctico es un ácido carboxílico con un grupo hidroxilo, derivado de la leche, y la alantoína que se encuentra en la orina de muchos animales y en la planta consuelda; son utilizados para la elaboración de champús, cremas hidratantes y pastas de dientes.

## Efectos sobre la salud
La eliminación de la dieta de todos los productos de origen animal puede provocar ciertas carencias nutricionales, algunas graves, que deben prevenirse mediante el reemplazo de los productos de origen animal por productos de origen vegetal, cuyos nutrientes sean equivalentes a los que se obtenían mediante la alimentación de productos de origen animal. Se suele recomendar consumir algunos suplementos dietéticos, como por ejemplo la vitamina B12, cuya suplementación o consumo de alimentos fortificados con esta, es de vital importancia para llevar una dieta estricta de origen vegetal. Es esencial una educación nutricional, una evaluación personalizada y el seguimiento en el tiempo por parte de profesionales en nutrición. Una parte de las asociaciones de nutrición considera que las dietas veganas —bien planificadas— son apropiadas para todas las etapas de la vida, pero otras no las recomiendan en lactantes, niños, adolescentes, ancianos, embarazadas o madres durante la lactancia.
La Academia de Nutrición y Dietética de Estados Unidos, la Asociación Dietética Británica, los Dietistas de Canadá y la Asociación de Dietistas de Australia consideran que las dietas veganas bien planificadas son apropiadas para todas las etapas del ciclo de vida, incluidos niños, ancianos y embarazadas. Por su parte, la Agencia Española de Consumo, Seguridad Alimentaria y Nutrición considera que "los lactantes y niños de corta edad no deberían recibir una dieta vegana", mientras que la Sociedad Alemana de Nutrición las reconoce como adecuadas y saludables en adultos sanos pero recalca que en bebés, niños, adolescentes, ancianos, durante el embarazo y la lactancia se requiere el asesoramiento nutricional por parte de especialistas cualificados. En 2014, la Oficina Federal de Salud Pública de Suiza señaló que el 6.º Informe sobre Nutrición de Suiza identifica solo a la "dieta ovo-lacto-vegetariana para adultos sanos como una dieta equilibrada" mientras que también señaló que la falta de nutrientes en otras dietas vegetarianas puede generar deficiencias de nutrientes.
La eliminación de proteínas animales en la dieta, especialmente aquellas provenientes de carnes rojas, se asocia con algunos efectos beneficiosos para la salud tales como la protección contra algunos tipos de cáncer y la disminución del riesgo cardiovascular. Por lo general, las personas que siguen dietas veganas suelen ser más delgadas y tienen niveles más bajos de colesterol y presión sanguínea, lo cual podría ejercer un efecto protector.
No obstante, las dietas veganas también pueden causar importantes carencias nutricionales, que solo se pueden prevenir con alimentos fortificados o la toma regular de suplementos dietéticos. La deficiencia de vitamina B12 es más prevalente en ciertas poblaciones veganas, como en Hong Kong e India, donde la ingesta de vitamina B12 fortificada o suplementos es limitada, lo cual puede provocar alteraciones vasculares tempranas y un aumento del riesgo de desarrollar enfermedades relacionadas con la ateroesclerosis, así como trastornos neurológicos.
Una revisión sistemática con metaanálisis publicada en 2021 concluyó que las dietas a base de plantas pueden comprometer la salud ósea en general. Las personas que siguen dietas a base de plantas se asociaron con una masa ósea más baja que la de las personas con una alimentación omnívora, no obstante, se requiere mayor investigación.
La atención a las necesidades nutricionales es de vital importancia durante el embarazo, en los bebés y en los niños, ya que las deficiencias nutricionales pueden tener consecuencias graves para la salud,es vital el seguimiento y la suplementación adecuados en estas etapas, puesto que se han reportado algunos casos de muerte en niños por no tener el seguimiento y la supervisión adecuados.

### Embarazo, bebés y niños
La Academia de Nutrición y Dietética de Estados Unidos y la Asociación de Dietistas de Canadá consideran que las dietas veganas bien planificadas son apropiadas para todas las etapas de la vida, incluso durante el embarazo, la lactancia, la infancia y la adolescencia, pero advierten de los riesgos de una mala planificación y la falta de suplementación de diversos nutrientes. En los lactantes amamantados por madres veganas, el riesgo de sufrir carencias de vitamina B12 es muy elevado, por lo que una fuente regular de esta vitamina es esencial para las mujeres en período de gestación y lactancia, o para los bebés si su madre no toma ningún suplemento. Las dietas veganas suelen ser altas en ácido fólico, lo cual puede enmascarar la deficiencia de vitamina B12 hasta que ya se han producido trastornos neurológicos y aparecen los primeros síntomas.
En 2016, la Sociedad Alemana de Nutrición (DGE) recomendaba que los grupos de población vulnerables (bebés, niños, adolescentes, ancianos y mujeres en gestación y durante la lactancia) se abstuvieran de seguir una dieta vegana.En la actualización de sus recomendaciones de 2024 esta institución, a la vista de «nuevas pero limitadas evidencias», cambió de criterio y pasó a abstenerse de realizar una recomendación a favor o en contra para estos grupos de población.En su documento de 2024, la DGE establece que la dieta vegana es adecuada y saludable para la población adulta sana, siempre que incluya un suplemento de vitamina B12. En el caso de grupos vulnerables, la agencia alemana advierte del riesgo de consecuencias potenciales, a veces irreversibles, si la dieta no se implementa adecuadamente, y recomienda en estos casos el asesoramiento nutricional por parte de especialistas cualificados.
Según Reed Mangels, no parece que las reservas de vitamina B12 atraviesen la placenta, además los investigadores han reportado casos de deficiencia de esta vitamina en algunas madres vegetarianas lactantes, que está vinculada a deficiencias y trastornos neurológicos en sus hijos. Es posible que las mujeres veganas gestantes también necesiten consumir más vitamina D, según la cantidad de luz solar que reciban y si están comiendo alimentos fortificados. Es probable que los médicos recomienden suplementos de hierro y ácido fólico para todo tipo de mujeres embarazadas (veganas, vegetarianas y no vegetarianas). Se debe consultar a un médico o a un dietista certificado sobre si se debe tomar o no suplementos durante el embarazo.
Hay poca información sobre el crecimiento de niños veganos no-macrobióticos, los resultados sugirieron que hay un pequeño porcentaje de valores atípicos en esta población, con rangos normales de peso y altura, y presentan obesidad con menos frecuencia.
Una revisión de 2021 de la literatura científica sugiere que una dieta vegana bien planificada y que incluya suplementos probablemente proporcione las cantidades recomendadas de nutrientes para el correcto crecimiento infantil e incluso podría ser beneficiosa en algunos aspectos. No obstante, aún faltan datos sobre cinco nutrientes críticos, por lo que a fecha de 2021 no se pueden obtener conclusiones definitivas.
Otras complicaciones documentadas en niños veganos con dietas mal planificadas y sin seguimientp incluyen raquitismo, escorbuto y kwashiorkor.
En un estudio de Suecia se encontró que, aunque algunos adolescentes emprenden dietas vegetarianas como una moda, otros tienen como principal motivación los aspectos éticos y ecológicos. Según los investigadores de dicho estudio, en casos de adolescentes que no tienen a su salud como una razón para cambiar a una dieta vegetariana, esta falta de motivación puede generar un bajo interés en los aspectos nutricionales y descuidar la correcta planificación de la dieta, lo que puede ocasionar problemas de salud.

### Nutrición

Pirámide alimenticia vegetariana según las recomendaciones de la Academia de nutrición y dietética estadounidense (2003).

El nutriente más crítico en las dietas veganas es la vitamina B12, que en los alimentos naturales (sin fortificar) solo está presente en cantidades suficientes para los seres humanos en los de origen animal, por ello los veganos tienden a suplementar este nutriente con alimentos fortificados y suplementos. No todos los alimentos veganos son saludables o nutritivos, ya que si se añaden altos contenidos de azúcar, grasa o sal, resultan nutricionalmente desfavorables.
Las dietas veganas, bien planificadas, tienden a ser más ricas en fibra dietética, magnesio, ácido fólico (vitamina B9), vitamina C, vitamina E, potasio y fitoquímicos, y más bajas en calorías, grasa saturada y colesterol.
Sin embargo, la eliminación de todos los productos de origen animal puede generar carencias nutricionales, principalmente de vitamina B12, vitamina D, calcio, ácidos grasos omega-3, yodo, y en ocasiones hierro, cinc y selenio. Para prevenir estas deficiencias nutricionales se puede recurrir a diseñar una dieta vegana con los nutrientes necesarios, consumir alimentos fortificados con estos nutrientes o a la toma regular de suplementos dietéticos, a excepción de la vitamina B12 que es la única que no se puede conseguir sin alimentos fortificados o suplementos. Otros nutrientes como las proteínas capaces de proporcionar los aminoácidos esenciales se pueden obtener de la mezcla de fuentes proteícas vegetales como legumbres, nueces y leches de base de plantas.

#### Proteínas

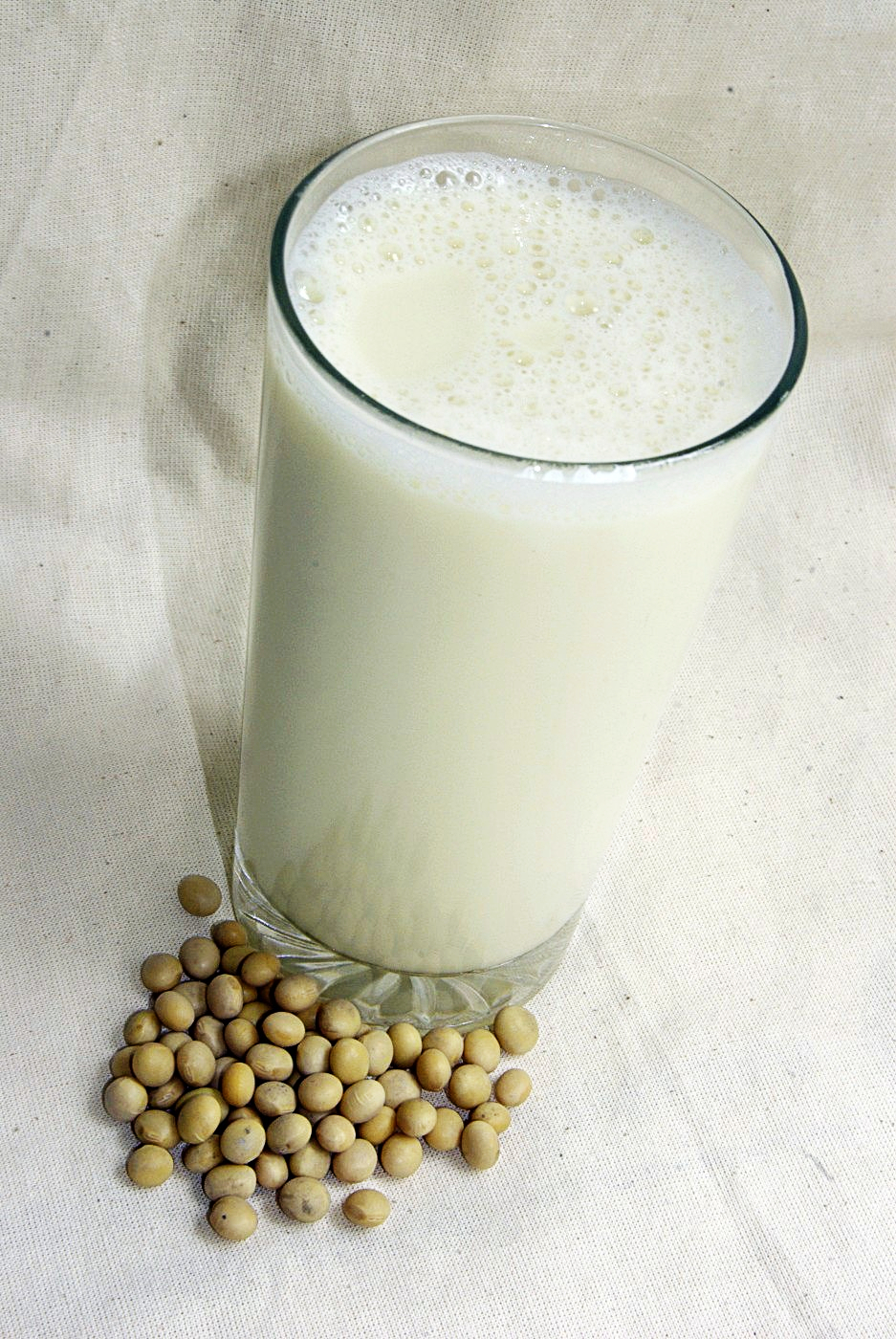
Leche de soja.

Los vegetales son fuente de proteínas y de todos los aminoácidos esenciales, en general, la mayoría de dietas basadas en plantas son adecuadas en términos de cantidad de proteínas para seres humanos de todas las edades en países desarrollados y en desarrollo.  Los veganos y vegetarianos pueden obtener suficientes proteínas y aminoácidos consumiendo una variedad granos enteros, legumbres, soja, frutas, nueces y semillas, no obstante, algunos cereales y legumbres presentan problemas de digestibilidad. Generalmente las personas omnívoras obtienen una tercera parte de sus proteínas de las plantas, los ovolactovegetarianos la mitad y los veganos las obtienen en su totalidad de fuentes vegetales.
Un estudio realizado en 2005 encontró que individuos con una dieta predominantemente o exclusivamente vegetal presentaban una mayor incidencia de hipoproteinemia debido a una reducción significativa en la ingesta de metionina y lisina. Sin embargo, también se observó que una menor ingesta de estos aminoácidos esenciales podría tener un efecto preventivo contra enfermedades cardiovasculares al regular el colesterol. El estudio señala que las dietas basadas en plantas tienden a tener una mayor ingesta de aminoácidos no esenciales, como arginina, y aminoácidos piruvógenos como glicina, alanina y serina. Esta composición puede causar una regulación negativa de la insulina y una regulación positiva del glucagón. El estudio concluyó que una ingesta adecuada y equilibrada de proteínas vegetales podría proporcionar beneficios protectores contra enfermedades crónicas y degenerativas..
Las fuentes de proteína vegetal son las legumbres, tales como la soja (que es usada en la elaboración de tofu, tempeh, proteína vegetal texturizada, leche de soja y edamame), guisantes, cacahuetes (maní), frijoles y garbanzos (este último a menudo es consumido en forma de hummus); granos como la quinua, arroz, maíz, cebada y el trigo (consumido en algunas ocasiones en pan de trigo integral, bulgur y seitán); y frutos secos como almendras y semillas de cáñamo y de girasol.
La quinoa, por ejemplo, es un alimento que provee todos los aminoácidos esenciales, equiparándose su calidad proteica a la de la leche, y es rica en oligoelementos y vitaminas. Sus granos son altamente nutritivos, superando en valor biológico, calidad nutricional y funcional a los cereales tradicionales (tales como el trigo, el maíz, el arroz y la avena) y no contiene gluten. Mangels y su grupo de investigadores dicen que el consumo alimenticio de referencia (RDA por sus siglas en inglés) de proteínas (0,8 g/Kg de peso corporal) de soja satisfará el requisito biológico de aminoácidos. Añaden que el Departamento de Agricultura de los Estados Unidos ha dictaminado para su Programa federal de almuerzos escolares que la proteína de soja puede reemplazar a las proteínas de la carne. Los demás productos de origen animal siguen dentro del programa.
Las combinaciones tradicionales que contienen altas cantidades de todos los aminoácidos esenciales son: arroz con frijoles, maíz con frijoles y hummus con pita de trigo integral. En el 2009 la Academia de nutrición y dietética de los Estados Unidos dijo que el consumo de una diversa variedad de vegetales durante el transcurso del día, puede proporcionar todos los aminoácidos esenciales para los adultos sanos, lo que indica que no es necesaria la combinación de ingredientes vegetales proteicos en un mismo plato sino que pueden ser consumidos por separado durante el transcurso de la jornada. Mangels y su grupo, escribieron que hay pocas razones como para advertir a los veganos que aumenten su ingesta de proteínas, pero prefieren pecar por exceso de precaución —teniendo en cuenta la poca digestibilidad de la proteína vegetal y su pobre cantidad de aminoácidos—, así que recomiendan que los adultos sanos aumenten a 1 g de proteína por kilogramo de peso corporal, lo que equivale a un incremento del 25% en el consumo alimenticio de referencia.

#### Vitamina B12
La vitamina B12 es un producto de origen bacteriano indispensable para la división celular, para la formación y maduración de los glóbulos rojos, para la síntesis del ADN, y para el correcto funcionamiento del sistema nervioso. La deficiencia de vitamina B12  es más prevalente en ciertas poblaciones veganas que no se suplementan, lo que puede provocar anemia megaloblástica, alteraciones vasculares tempranas, un aumento del riesgo de desarrollar enfermedades relacionadas con la ateroesclerosis, trastornos neurológicos y, si no es tratada, la muerte. El alto contenido de ácido fólico en las dietas vegetarianas puede enmascarar los síntomas hematológicos de la deficiencia de vitamina B12, por lo que esta puede pasar desapercibida hasta que son evidentes los síntomas neurológicos en las últimas etapas de evolución, que pueden ser irreversibles, tales como trastornos neuropsiquiátricos, neuropatías, demencia y, en ocasiones, atrofia de los nervios ópticos.

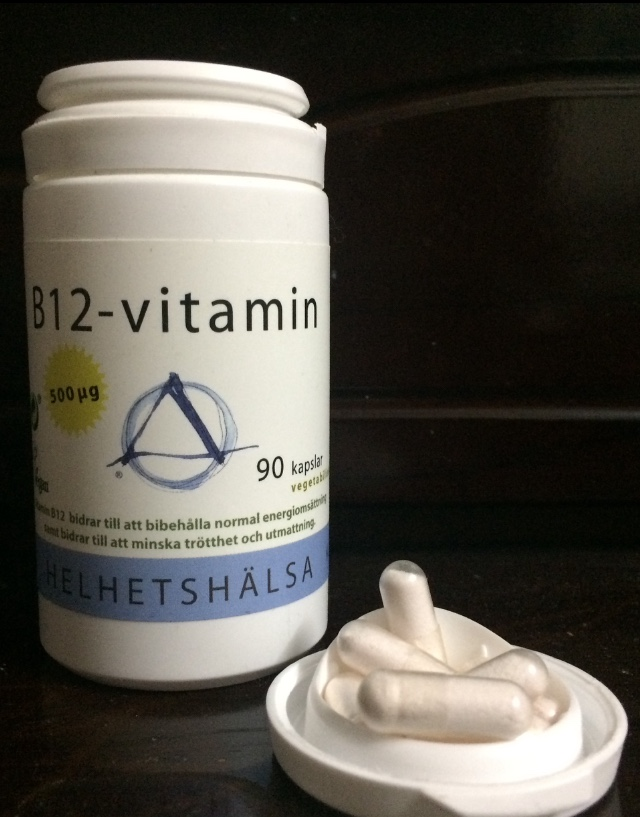
Vitamina B_{12} en cápsulas.

Solo los alimentos naturales de origen animal contienen cantidades suficientes de vitamina B12 para los seres humanos. Los veganos pueden prevenir la deficiencia de vitamina B12 mediante el consumo de alimentos fortificados con vitamina B12 o mediante la toma regular de suplementos de esta vitamina. La incapacidad de los veganos para obtener esta vitamina de una dieta basada exclusivamente en vegetales es utilizada con frecuencia como un argumento en contra del veganismo.
Ni las plantas ni los animales producen vitamina B12, la cual es producida únicamente por ciertas bacterias. Es sintetizada por algunas bacterias intestinales en humanos y otros animales. Los seres humanos no pueden absorber esta vitamina B12 sintetizada en su intestino, puesto que este fenómeno se produce en el colon, muy alejado del intestino delgado, que es donde se absorbe la vitamina B12, y necesitan los aportes a través de la alimentación. Por el contrario, los rumiantes, como las vacas y las ovejas, sí pueden absorber la vitamina B12 producida por las bacterias de su intestino. Los animales herbívoros la obtienen de las bacterias alojadas en su rumen, ya sea por absorción o por la ingesta de sus cecotropos (heces blandas); los conejos, por ejemplo, producen y comen sus cecales. Los animales almacenan la vitamina B12 en el hígado y los músculos, en las aves parte pasa a los huevos y en los mamíferos a la leche; carne, hígado, huevos y leche son por lo tanto fuentes de vitamina B12, siendo la mejor la carne de rumiantes.
La vitamina B12 se elabora principalmente por fermentación industrial de varios tipos de bacterias, que producen formas de cianocobalamina, que posteriormente se procesan para generar los ingredientes incluidos en los suplementos y alimentos fortificados. Se pueden utilizar varios compuestos para el cultivo de las bacterias, tales como glicina, glicerina, L-treonina, betaína, colina o suero de leche suplementado con extracto de levadura, la mayoría de los cuales son de origen animal. Otra forma de vitamina B12 utilizada en los complementos alimenticios es la metilcobalamina, que puede producirse a partir de microorganismos modificados genéticamente o fabricarse semisintéticamente después de la extracción de la vitamina B12 a partir de productos de origen animal. Los suplementos de vitamina B12 también pueden contener en los excipientes gelatina o estearatos de origen animal. Asimismo, se realiza experimentación con animales para encontrar fuentes alternativas de vitamina B12 destinadas a elaborar suplementos que puedan cubrir las necesidades de las personas que siguen dietas vegetarianas y calcular las dosificaciones.
El suplemento espirulina no es considerado como una fuente fiable de vitamina B12, ya que principalmente contiene pseudovitamina B12, que es biológicamente inactiva en los seres humanos. Las compañías que comercian con ella y la promocionan, afirman que es una fuente importante de esta vitamina, basándose en estudios no publicados y dicen no aceptar críticas de organizaciones científicas independientes. La Academia de nutrición y dietética de los Estados Unidos y los Dietistas de Canadá en su documento sobre su posición en cuanto a las dietas vegetarianas, establecen que el suplemento espirulina no es una fuente fiable de vitamina B12 activa. La literatura médica disponible al respecto, también advierte que este suplemento no es una fuente de B12.

#### Calcio
El calcio es necesario para mantener la salud ósea y para un buen número de funciones metabólicas que incluyen la función muscular, la vasoconstricción y vasodilatación, la transmisión de señales nerviosas, la comunicación intracelular; y también participa en la secreción hormonal. El 99% del calcio del cuerpo es almacenado en los huesos y en los dientes. La dosis diaria recomendada en niños es de 200 mg entre los 0 y 6 meses, 260 mg entre los 7 y 12 meses, 700 mg entre 1 y 3 años, 1 000 mg entre los 4 y 8 años; en personas entre los 9 y 18 años es de 1 300 mg, de 1 000 mg en adultos entre los 19 y 50 años; en hombres entre los 51 y 70 años es de 1 000 mg y en las mujeres dentro de este mismo rango de edad es de 1 200 mg; y, finalmente, de 1 200 mg para hombres y mujeres mayores de 71 años es de 1 200 mg.

El Estudio Prospectivo Europeo Sobre Cáncer y Nutrición (EPIC) publicó un reporte el 2007, que concluye que los veganos tienen un riesgo de fracturas óseas un 30% mayor que quienes consumen carne, pescado y que los vegetarianos, probablemente debido a su considerable menor consumo promedio de calcio, si bien aquellos que consumen cantidades adecuadas de este mineral (al menos 525 mg al día) presentan el mismo riesgo de fractura que los otros grupos.Por otra parte, en un estudio prospectivo llevado a cabo en 2012, se concluyó que adoptar una dieta vegana no tiene efectos adversos en la pérdida ósea y las fracturas. Además, se observó una asociación negativa entre el uso de corticosteroides, así como la ingesta elevada de proteínas y lípidos animales, y la pérdida ósea. La incidencia de fracturas después de dos años fue del 5,4% en el grupo omnívoro y del 5,7% en el grupo vegano, sin diferencias significativas entre ambos.
Para suplir la leche y los productos lácteos, que son con diferencia la fuente principal de calcio en dieta omnívora, los veganos deben asegurarse de que obtienen las cantidades suficientes de calcio de fuentes adecuadas, tales como leches vegetales fortificadas, queso de soja fortificado, almendras, avellanas, semillas de sésamo, tahini, tofu enriquecido, verduras con bajo contenido en oxalato como el brócoli, nabos, coles (col china, col crespa) y tomar un suplemento en caso necesario. En las espinacas la biodisponibilidad del calcio es pobre. El pan de trigo integral y los cereales contienen pequeñas cantidades de calcio.
Dado que la vitamina D es necesaria para la absorción del calcio, los veganos han de asegurarse que la consumen en suficiente cantidad (para más detalles véase más adelante).

#### Vitamina D
La vitamina D (calciferol) es necesaria para varias funciones, entre las cuales se destaca la absorción del calcio, que permite la mineralización y el crecimiento óseo. Sin ella los huesos pueden tornarse delgados y quebradizos. Esta vitamina, junto al calcio, colabora en la protección contra la osteoporosis. La vitamina D es producida en el cuerpo cuando los rayos ultravioleta de onda media (UVB) del sol impactan en la piel. Debido a que la radiación UVB no penetra el vidrio, es necesario exponerse a ellos al aire libre. Esta vitamina está presente en muy pocos alimentos —principalmente en el salmón, atún, caballa y aceite de hígado de bacalao; y en pequeñas cantidades en el queso, la yema de huevo, el hígado de res y en algunos hongos—.

Las personas que consumen dietas a base de plantas son más propensas a tener deficiencias de vitamina D. Esta vitamina tiene dos formas: el colecalciferol (vitamina D3) que es sintetizado en la piel después de la exposición al sol. La presentación comercial de esta vitamina es de origen animal pues es producida industrialmente usando la lanolina extraída de la lana de oveja. El ergocalciferol (vitamina D2) es una provitamina del ergosterol que artificialmente se obtiene a partir de la fermentación de la levadura y es adecuada para los veganos. Los estudios son contradictorios pues han sugerido que las dos formas de esta vitamina pueden o no ser equivalentes. Según un informe del 2011 emitido por el Consejo de la Academia Nacional de Ciencias de Estados Unidos, las diferencias entre las vitaminas D2 y D3 no afectan el metabolismo, ambas funcionan como prohormonas y se evidencian respuestas idénticas cuando son activadas en el cuerpo.
Los suplementos deben ser usados con precaución ya que la vitamina D puede ser tóxica, especialmente para los niños. La dosis diaria recomendada es de 10 mcg para niños entre los 0 y 12 meses; de 15 mcg para personas entre los 1 y 70 años, y de 20 mcg para los mayores de 70 años. Las personas con poca o ninguna exposición al sol pueden llegar a necesitar más, quizás hasta 25 mcg al día. Según los institutos de salud, el nivel tolerable de ingesta diaria desde los 9 años de edad hasta la adultez es de 100 mcg; para los niños entre los 0 á 6 meses es de 25 mcg, entre los 7 y 12 meses es de 38 mcg, de 63 mcg para niños entre 1 y 3 meses y de 75 mcg para niños entre los 4 y 8 años.

#### Hierro
El hierro está presente en todas las células del cuerpo humano y tiene diversas funciones, entre las que figuran el transporte del oxígeno a los pulmones y reacciones enzimáticas en diversos tejidos.
Existen dudas acerca de la biodisponibilidad del hierro en los alimentos de origen vegetal; algunos investigadores creen que el contenido de este mineral en estos se encuentra entre el 5 y 15% en comparación al 18% encontrado en una dieta no vegetariana.
La dosis diaria recomendada para los no vegetarianos es de 11 mg de los 7 a los 12 meses de edad, 7 mg entre 1 y 3 años, 10 mg de los 4 a los 8 años y de 8 mg entre los 9 y 13 años. La dosis diaria recomendada es diferente para los hombres y para las mujeres, pasando a 11 mg para hombres entre los 14 y 18 años y a 15 mg para las mujeres en este mismo rango de edad; para hombres entre los 19 y 50 años es de 8 mg y de 18 mg para mujeres en este mismo rango. Se regresa a los 8 mg a los 51 años de edad tanto para mujeres como para hombres. Mangels dice que debido a la menor biodisponibilidad del hierro en los alimentos de origen vegetal, el Consejo de Alimentación y Nutrición de la Academia Nacional de Ciencias de Estados Unidos estableció unas dosis diarias recomendadas separadas para los vegetarianos y veganos, la cual es de 14 mg para los hombres vegetarianos y mujeres posmenopáusicas, y de 33 mg para las mujeres premenopáusicas que no usen anticonceptivos orales. Los suplementos han de ser utilizados con precaución y luego de consultar a un médico, ya que el hierro puede acumularse en el cuerpo y causar daños a los órganos; esto es particularmente cierto para las personas que sufren de hemocromatosis, una enfermedad relativamente común que puede permanecer sin diagnóstico. El nivel máximo tolerable de consumo diario, según los Institutos Nacionales de Salud de los Estados Unidos, es de 40 mg entre los 7 meses a 14 años y de 45 mg para los mayores de 14 años.
Según el «Vegetarian Resource Group», los alimentos ricos en hierro adecuados para los veganos son: la melaza negra, las lentejas, el tofu, la quinoa, los frijoles y los garbanzos. El nutricionista Tom Sanders escribió que la absorción del hierro puede ser mejorada gracias al consumo de una fuente de vitamina C conjuntamente con una fuente vegetal de hierro y evitando la concomitancia con inhibidores de la absorción del hierro, tales como los taninos presentes en el té. Las fuentes de vitamina C pueden ser: media taza de coliflor, 150 ml de jugo de naranja consumidos junto a una fuente vegetal de hierro como: la soja, el tofu, el tempeh o los frijoles negros. Algunos té de hierbas y el café pueden inhibir la absorción de hierro, al igual que los condimentos que contienen taninos como la cúrcuma, el cilantro, los chiles (también llamado ají y pimiento) y el tamarindo.

#### Ácidos grasos esenciales
Los ácidos grasos esenciales son aquellos que los mamíferos no pueden sintetizar, por lo que tienen que ser obtenidos a través de la dieta. Hay dos familias de ácidos grasos esenciales: los omega-3 (n-3) y los omega-6 (n-6). Ya que estos ácidos no están saturados de átomos de hidrógeno —y además tienen más de un enlace doble entre átomos—, se los denomina «ácidos grasos poliinsaturados» (PUFAs por sus siglas en inglés). La mayoría de los poliinsaturados provienen de plantas y pescados grasos.
Un estudio comparativo entre sujetos con una dieta a base de plantas y entre sujetos con una dieta omnívora concluyó que, aunque ambas dietas contenían cantidades equivalentes de grasas, la dieta basada en plantas presentaba mayores proporciones de ácidos grasos monoinsaturados y poliinsaturados, y menores proporciones de grasas saturadas en comparación con la dieta omnívora. Se observó que los niveles de otros ácidos grasos n-6 fueron mayores, a excepción de los niveles de ácido araquidónico, que fueron similares en la mayoría de las fracciones. La proporción global de ácidos grasos omega-3 a omega-6 en los veganos fue aproximadamente la mitad que en los omnívoros, indicando una menor presencia relativa de ácidos grasos omega-3 en la dieta a base de plantas.  se menciona que, además de tener niveles más bajos de ácidos grasos omega-3, los veganos también mostraron proporciones más bajas de ácidos grasos palmítico y esteárico en varios tipos de lípidos en comparación con los controles. También se observó una ligera disminución en la proporción de ácido oleico en ciertos tipos de lípidos en los individuos con dieta basada en plantas.
Los omega-3 están presentes en pescados como el salmón, el atún y el fletán. También se encuentran en algas, camarones y en los aceites de frutos secos. Los omega-6 están presentes en los aceites vegetales, tales como: el de soja, el de cártamo y el de maíz. También se les puede hallar en frutos secos, semillas, y en pequeñas cantidades en la carne de res y de aves, y en los huevos. Hay suplementos que contienen omega-3, como son: los elaborados a base de aceite de pescado y los fabricados a base de algas. Los suplementos de omega-6 pueden ser elaborados a base de aceite de borraja, de grosella negra y de onagra.
La dosis diaria recomendada por las autoridades sanitarias europeas para los ácidos grasos poliisaturados son: 2 g al día de ácido graso omega-3 alfa-linolénico (ALA) y 250 mg al día de los ácidos grasos de cadena larga omega-3 eicosapentaenoico (EPA) y docosahexaenoico (DHA). Y del ácido graso omega-6 linoleico (ALA) es de 10 g al día.
En los EE. UU. se estableció la dosis diaria recomendada para los adultos en 1,6 g de ALA para los hombres y 1,1 g para las mujeres y de 17 g de omega-6 (LA) para los hombres entre los 19 a 50 años, y de 12 g para las mujeres en este mismo rango de edad.
La «Vegan Outreach» sugiere a los veganos tomar un cuarto de cucharadita de aceite de linaza al día y utilizar aceites bajos en ácidos grasos omega-6, como pueden ser: el de oliva, el de canola; también consumir aguacate y maní.
| Nombre común                                                          | Nombre científico    | Contenido de ALA % ésteres metílicos |
| --------------------------------------------------------------------- | -------------------- | ------------------------------------ |
| Aceite de chía                                                        | Salvia hispanica     | 65                                   |
| Aceite de esclárea                                                    | Salvia sclarea       | 60                                   |
| Aceite de perilla                                                     | Perilla frutescens   | 55                                   |
| Aceite de linaza                                                      | Linum usitatissimum  | 54                                   |
| Aceite de inchi, sacha inchi, sacha maní, maní del Inca o maní jíbaro | Plukenetia volubilis | 46                                   |
| Aceite de camelina                                                    | Camelina sativa      | 38                                   |
| Aceite de rosa mosqueta                                               | Rosa eglanteria      | 26-37                                |
| Semilla de linaza                                                     | Linum usitatissimum  | 23                                   |
| Semilla de chía                                                       | Salvia hispanica     | 17                                   |
| Semilla de esclárea                                                   | Salvia sclarea       | 15                                   |
| Aceite de canola, colza                                               | Brassica napus       | 9-11                                 |
| Nueces                                                                | Juglans regia        | 9                                    |
| Aceite de soja                                                        | Glycine max          | 7                                    |
| Frambuesa                                                             | Rubus idaeus         | 1                                    |

#### Yodo
El yodo es necesario para el funcionamiento de la tiroides, y tanto su déficit como su exceso pueden causar desórdenes que afectan negativamente al metabolismo general. Las fuentes más corrientes de yodo son los alimentos de origen marino, incluyendo las algas y la sal, a continuación, los productos lácteos y en último lugar los vegetales, siempre que hayan crecido en suelos que contengan el elemento. Una dieta vegana no equilibrada para el yodo puede ser deficitaria, y esta posibilidad se incrementa si se consume sal obtenida de fuentes saladas o minas de sal que no esté suplementada —como por ejemplo, la sal rosa de Pakistán—.
El caso contrario, es decir, el exceso de yodo, también puede ocurrir, si se consume bastante en forma de suplementos.

## Críticas
Lierre Keith, autora del libro El mito vegetariano, asegura que la causa de la destrucción medioambiental reside en la agricultura y no en la ganadería. Por otra parte, ciertos detractores del veganismo argumentan que algunos de los activistas de este movimiento se comportan como seguidores de una especie de culto ideológico.

## Etimología
El término inglés vegan fue acuñado en 1944 por Donald Watson, en el primer número de The Vegan News. En dicho documento, Watson explica que creó el término por rechazo a la crueldad y explotación que también implica el lactovegetarianismo. Además de acuñar el término, Watson fue cofundador de la Vegan Society (Sociedad Vegana) en Inglaterra. Según Joanne Stepaniak, la palabra vegan se publicó por primera vez de manera independiente en 1962 en el Diccionario ilustrado de Oxford, que la define como «vegetariano que no come mantequilla, huevos, queso o leche».
Los términos «vegano» y «veganismo» se incorporan de manera oficial a la lengua española en octubre de 2014.